# Кристина Младеновић
Кристина Младеновић (фр. Kristina Mladenovic; Сен Пол сир Мер, 14. маја 1993) француска је тенисерка српског порекла. Најбољи пласман на ВТА ранг листи у појединачној конкуренцији јој је било 10. место (октобар 2017). У конкуренцији парова је дошла до првог места на ранг листи (јун 2019) и освојила више од 20 трофеја, укључујући и три гренд слем турнира. У мешовитим паровима је дошла до два гренд слем турнира, а заједно са Ришаром Гаскеом донела Француској титулу на Хопман купу 2017. године.

## Каријера
Кристини родитељи, отац Драган (професионални рукометаш) и мајка Џенита (некадашња одбојкашица) доселили су се у Француску из бивше Југославије. Кристина је почела да тренира тенис са 7 година, а њен први тренер управо је био њен отац.
Први меч у јуниорској конкуренцији одиграла је у мају 2006, а највећи успех у тој категорији постигла је 2009. када је освојила јуниорски Ролан Гарос у појединачној конкуренцији (у финалу је победила Рускињу Дарију Гаврилову са 6:3, 6:2).
Захваљујући титули на РГ, 8. јуна 2009. доспела је на прво место јуниорске листе тенисерки. Исте године играла је финала јуниорског Вимблдона у синглу и дублу (у оба меча поражена од Тајланђанке Нопаван Лертчевакарн).
Први меч у сениорској конкуренцији под окриљем ИТФ одиграла је у септембру 2007. у квалификацијама за Отворено првенство Париза и доживела пораз од Чехиње Петре Квитове. Први наступ на неком од Гренд слем турнира забележила је на Отвореном првенству Аустралије 2009. где је наступила захваљујући специјалној позивници организатора. У првом колу поражена је од 14. носитељке Пати Шнидер из Швајцарске са 1:2 (по сетовима 6:2, 4:6, 2:6). У јулу исте године преко квалификација изборила је наступ у главни жреб турнира у Прагу, али је поново изгубила у првом колу, овај пут од Зарине Дијас из Казахстана (4:6, 1:6).

### Сезона 2011.
Сезону 2011. Младеновићева је започела премијерним наступом за репрезентацију Француске на Хопман купу где је играла заједно са Николом Маијем. На том такмичењу Младеновићева је у синглу остварила две победе (против Франческе Скијавоне и Лоре Робсон и један пораз).
Након тога наступила је у квалификацијама за аустралијски гренд слем, али је неочекивано изгубила од Британке Хедер Вотсон са 3:6, 2:6. Нови неуспех доживела је изгубивши у квалификацијама за ИТФ турнир у Греноблу, што је за последицу имало пад на ВТА листи испод 300. места.
Међутим током фебруара успела је да освоји две узастопне ИТФ титуле. Прво на турниру у Сатону (Енглеска) где је у финалу победила Немицу Мону Бартел са 2:1 (по сетовима 6:3, 1:6, 6:2), а затим је у финалу Стокхолма славила против Холанђанке Аранче Рус са 2:0 (по сетовима 6:3, 6:4). До краја 2011. освојила је још две ИТФ титуле: у Падови (Италија) је славила против домаће тенисерке Карин Кнап са 2:1 (по сетовима 3:6, 6:4, 6:0), док је у финалу Анкаре била боља од Рускиње Валерије Савиних са 2:1 (по сетовима 7:5, 5:7, 6:1).

### Сезона 2012.
У фебруару Младеновићева је по први пут добила позив да наступи за Француску Фед куп репрезентацију (у дублу са Виржини Разано), а наступила је за национални тим и на Олимпијским играма у Лондону где је наступила у игри парова заједно са Ализе Корне.
Највећи успех те сезоне остварила је на Отвореном првенству САД када је по први пут у каријери успела да се пласира у треће коло неког гренд слем турнира. У првом колу савладала је тенисерку са Новог Зеланда Марину Ераковић са 2:0 (по сетовима 7:5 и 6:4), а у другом и Рускињу Анастасију Пављученкову (6:1, 6:2) која је била постављена за 20. носитељку. У трећем колу поражена је од сународнице Марион Бартоли са 6:2, 6:4.
Почетком септембра учествовала је на ВТА турниру у Квебеку где је поражена у полуфиналу од 8. носитељке Луције Храдецке из Чешке са тесних 5:7 и 5:7. Међутим успела је да освоји титулу у дублу заједно са Татјаном Малек која јој је донела 30. место у конкуренцији парова на ВТА листи.
Крајем године Младеновићева је освојила своју прву титулу у појединачној сениорској конкуренцији, победивши у финалу турнира Тајпеју домаћу тенисерку Кај-Чен Чанг са 2:0 (по сетовима 6:4, 6:3).

## Статистика финала

### ВТА појединачно (1–0)
| Исход  | Датум             | Турнир                 | Подлога | Категорија  | Износ     | Ривал          | Резултат         |
| ------ | ----------------- | ---------------------- | ------- | ----------- | --------- | -------------- | ---------------- |
| Победа | 29. октобар 2012. | Тајпеј, Кинески Тајпеј | тврда   | ВТА 125     | 125.000 $ | Кај-Чен Чанг   | 6:4, 6:3         |
| Победа | 05 февраля 2017   | Санкт Петербург        | тврда   | ВТА Премьер | 770.000$  | Юлия Путинцева | 6:2, 6:7(3), 6:4 |

### Парови: 21 (13 победа, 8 пораза)
| Легенда                                      |
| -------------------------------------------- |
| Гренд слем турнири (0–1)                     |
| WTA финале (0–0)                             |
| Tier I / Premier Mandatory & Premier 5 (4–1) |
| Tier II / Premier (1–2)                      |
| Tier III, IV & V / International (7–3)       |
| WTA 125 турнири (1–1)                        |

| Титуле по подлогама |
| ------------------- |
| Бетон (7–5)         |
| Трава (0–1)         |
| Шљака (4–1)         |
| Тепих (0–0)         |

| Исход  | Број | Датум               | Турнир                                                       | Подлога         | Партнерка             | Ривали                               | Резултат                 |
| ------ | ---- | ------------------- | ------------------------------------------------------------ | --------------- | --------------------- | ------------------------------------ | ------------------------ |
| Пораз  | 1.   | 12. јун 2011.       | Копенхаген, Данска                                           | тврда           | Катажина Питер        | Јохана Ларсон Јасмин Вер             | 6:3, 6:3                 |
| Победа | 1.   | 12. август 2012.    | Монтреал, Канада                                             | тврда           | Клаудија Јанс Игнаћик | Нађа Петрова Катарина Среботник      | 7:5, 2:6, 10:7           |
| Победа | 2.   | 16. септембар 2012. | Квебек, Канада                                               | тврда           | Татјана Малек         | Алицја Росолска Хедер Вотсон         | 7:6(7:5), 6:7(6:8), 10:7 |
| Победа | 3.   | 29. октобар 2012.   | Тајпеј, Кинески Тајпеј                                       | тврда           | Џан Хаоћинг           | Џанг Кајџен Олга Говорцова           | 5:7, 6:2, 10:8           |
| Победа | 4.   | 23. фебруар 2013.   | Дворанско првенство САД у тенису, Мемфис, САД                | Бетон (дворана) | Галина Воскобојева    | Софија Арвидсон Јохана Ларсон        | 7:6(7:5), 6:3            |
| Победа | 5.   | 7. април 2013.      | Куп Чарлстона, Чарлстон, САД                                 | Шљака (зелена)  | Луција Шафаржова      | Андреа Хлавачкова Лизел Хубер        | 6:3, 7:6(8–6)            |
| Пораз  | 2.   | 28. април 2013.     | Marrakech Grand Prix, Маракеш, Мароко                        | Шљака           | Петра Мартић          | Тимеа Бабош Менди Минела             | 3:6, 1:6                 |
| Победа | 6.   | 4. мај 2013.        | Отворено првенство Португалије, Оеирас, Португалија          | Шљака           | Џан Хаоћинг           | Дарија Јурак Каталин Мароши          | 7:6(7–3), 6:2            |
| Победа | 7.   | 13. јул 2013.       | Међународно првенство Палерма, Палермо, Италија              | Шљака           | Катажина Питер        | Каролина Плишкова Кристина Плишкова  | 6:1, 5:7, [10:8]         |
| Победа | 8.   | 13. октобар 2013.   | Отворено првенство Јапана, Осака, Јапан                      | Бетон           | Флавија Пенета        | Саманта Стосур Џанг Шуај             | 6:4, 6:3                 |
| Пораз  | 3.   | 4. јануар 2014.     | Међународно првенство Бризбејна, Бризбејн, Аустралија        | Бетон           | Галина Воскобојева    | Ала Кудрјавцева Анастасија Родионова | 3:6, 1:6                 |
| Пораз  | 4.   | 2. фебруар 2014.    | Open GDF Suez, Париз, Француска                              | Бетон (дворана) | Тимеа Бабош           | Ана-Лена Гренефелд Квјета Пешке      | 7:6(9:7), 4:6, [5:10]    |
| Победа | 9.   | 2. март 2014.       | Отворено првенство Мексика у тенису, Акапулко, Мексико       | Бетон           | Галина Воскобојева    | Петра Цетковска Ивета Мелцер         | 6:3, 2:6, [10:5]         |
| Пораз  | 5.   | 20. јун 2014.       | Topshelf Open, Росмален, Холандија                           | Трава           | Михаела Крајичек      | Марина Ераковић Аранча Пара Сантонха | 6:0, 6:7(5:7), [8:10]    |
| Пораз  | 6.   | 6. јул 2014.        | Вимбдлон, Лондон, Уједињено Краљевство                       | Трава           | Тимеа Бабош           | Сара Ерани Роберта Винчи             | 1:6, 3:6                 |
| Пораз  | 7.   | 18. август 2014.    | Отворено првенство Синсинатија, Синсинати, САД               | Бетон           | Тимеа Бабош           | Ракел Копс Џоунс Абигејл Спирс       | 2-6, 0-2 ret.            |
| Пораз  | 8.   | 9. новембар 2014.   | Open GDF Suez de Limoges, Лимож, Француска                   | Бетон (дворана) | Тимеа Бабош           | Катержина Синијакова Рената Ворачова | 6:2, 2:6, [5–10]         |
| Победа | 10.  | 21. фебруар 2015.   | Dubai Tennis Championships, Дубаи, Уједињени Арапски Емирати | Бетон           | Тимеа Бабош           | Гарбиње Мугуруза Карла Суарез Наваро | 6:3, 6:2                 |
| Победа | 11.  | 1. мај 2015.        | Grand Prix SAR La Princesse Lalla Meryem, Маракеш, Мароко    | Шљака           | Тимеа Бабош           | Лаура Зигемунд Марина Заневска       | 6:1, 7:6(7:5)            |
| Победа | 12.  | 17. мај 2015.       | Међународно првенство Италије у тенису, Рим, Италија         | Шљака           | Тимеа Бабош           | Мартина Хингис Сања Мирза            | 6:4, 6:3                 |
| Победа | 13.  | 7. мај 2016.        | Отворено првенство Мадрида, Мадрид, Шпанија                  | Шљака           | Каролин Гарсија       | Мартина Хингис Сања Мирза            | 6:4, 6:4                 |